# Willy Rickers
Willy Rickers (* 4. Januar 1882 in Kükels; † 3. April 1957) war Landwirt und ein deutscher Politiker (CDU).
Rickers war von April bis November 1946 Minister für Landwirtschaft, Ernährung und Forsten des Landes Schleswig-Holstein.

## Leben und Beruf
Willy Rickers zählte zu den Mitbegründern des Schleswig-Holsteinischen Bauernvereins. Er war Mitglied des Vorstandes der Landesbauernkammer sowie der Landwirtschaftskammer Schleswig-Holstein.

## Partei
Während der Zeit der Weimarer Republik war Willy Rickers Mitglied der DVP. Nach dem Zweiten Weltkrieg gehörte Rickers zu den Mitbegründern der CDU in Schleswig-Holstein.

## Abgeordneter
Rickers gehörte von Februar bis November 1946 dem ersten ernannten Landtag und erneut von 1954 bis zu seinem Tode dem Landtag von Schleswig-Holstein an.
Rickers ist 1954 als direkt gewählter Abgeordneter des Wahlkreises Segeberg-Nord in den Landtag eingezogen.

## Öffentliche Ämter
Vom 11. April 1946 bis zum 4. September 1946 gehörte Rickers als Vorsitzender des Hauptausschusses für Landwirtschaft, Ernährung und Forsten der von Theodor Steltzer geleiteten Regierung (Kabinett Steltzer I) von Schleswig-Holstein an. Am 4. September 1946 wurde er durch die britische Militärregierung entlassen. Offiziell wurde angegeben, dass die Zusammenarbeit mit der Besatzungsmacht unzureichend gewesen sei. Inoffiziell wurde als Grund angegeben, er sei als früheres Mitglied der DVP nicht zuverlässig oder nach anderen Quellen, er hätte seine Mitgliedschaft im Stahlhelm verschwiegen.

## Ehrungen
Willy Rickers wurde mit dem Bundesverdienstkreuz 1. Klasse ausgezeichnet.